# Соматски нервни систем
Соматски нервни систем (СНС или вољни нервни систем) је део периферног нервног система који је у вези са скелетним мишићима који су под вољном контролом телесних покрета. СНС се састоји од аферентних и еферентних живца.
И соматски и аутономни нервни систем садрже две функцијске компоненте, сензорну и моторну. Сензорна компонента, како соматског, тако и висцералног нервног система, прикупља сензорне информације из спољашње средине или из унутрашњости организма и преноси те информације у виду акционих потенцијала, до централног нервног система. 
Стога се сензорна компонента назива и афернетна [лат. ad–ka, ferre – носити], јер преноси информације ка централном нервном систему. Моторна компонента оба система преноси команде из централног нервног система до мишића и унутрашњих органа, па се стога назива и еферентна компонента [лат.  а – од, ferre – носити]. 
Аферентни нерви су одговорни за преношење импулса из тела до централног нервног система (ЦНС), а еферентни за слање наредби из ЦНС у тело, стимулирањем мишићне контракције. Они укључују све не-сензорне неуроне повезане са скелетним мишићима и кожом.

## Физиологија
Соматски нервни систем контролише све вољне делове мишићног система и процесира невољне рефлексне лукове.
Основни пут нервних сигнала у еферентном соматском нервном систему укључује низ који почиње у горњој ћелији тела моторних неурона (горњи моторни неурони) у моторној вијуги (која одговара примарном моторном кортексу). Подражаји из моторне вијуге преносе се из горњих моторних неурона и низ кортикоспинални тракт, преко аксона за контролу скелетних (вољних) мишића. Ови стимулуси се преносе из горњих моторних неурона, кроз вентрални рог кичмене мождине, и преко синапсе која прима импулсе сензорних рецептора алфа моторних неурона (велики доњи моторни неурони) можданог стабла и кичмене мождине.
Горњи моторни неурони отпуштају неуротрансмитер, ацетилхолин, из својих аксонских терминала, који су добили од никотинских рецептора алфа моторних неурона. С друге стране, алфа моторни неурон преноси стимулацију.
Одатле, отпуштени ацетилхолин из аксонских терминалних дугмади алфа моторних неурона примају постсинапсни рецептори (рецептор ацетилхолина) мишића, чиме се подстицај преноси на нервномишићне везе мишићних влакана.

## Рефлексни лук
Рефлексни лук је неуронски склоп који ствара више или мање аутоматску везу између сензорних улаза и специфичне снаге моторних излаза. Рефлексно коло варира у комплексности: најједноставнији спинални рефлекси садрже само два елемента ланца, од којих је у људском телу постоји само један, звани и моносинапсни рефлекс (постоји само једна синапса између два неурона који учествују у луку: сензорни и моторни). Једan примeр моносинаптичког рефлекса је рефлекс пателе.
Наредни најједноставнији рефлексни лук је ланац од три елемента, почиње са сензорним неуронима, који активирају интернеурон у кичменој мождини, који затим активира моторни неурон. Неки рефлексни одговори, као што је повлачење руке након додиривања вруће површине, су заштитни, али други, као што је рефлекс пателе (предња мала кост коленског зглоба) се активира ударом у тетиву чашице, што изазива уобичајено понашање (трзај потколенице).

## Остале животиње
Код бескичмењака, зависно од неуротрансмитера и типа везивања, одговор у мишићним влакнима може бити и надражујући и инхибицијски. Код кичмењака, међутим, одговор попречно-пругастих мишићних влакама на неуротрансмитер – увек ацетлхолин (АЦх) – може бити самонадражујући.